# Jüri Tamm
Jüri Tamm (Pärnu, 5 febbraio 1957 – 22 settembre 2021) è stato un martellista, politico e dirigente sportivo estone.
Gareggiando per l'Unione Sovietica vinse due medaglie di bronzo ai Giochi olimpici e una d'argento ai campionati mondiali.

## Biografia
Nel maggio del 1980 salì ai massimi livelli internazionali divenendo, seppur per pochi minuti, detentore del record mondiale della specialità: in una gara svoltasi a Leselidze, in Georgia, dapprima fu il suo connazionale Jurij Sedych a battere il primato con un lancio di 80,38 m, record che Tamm subito migliorò portandolo a 80,46 m prima che lo stesso Sedych si aggiudicasse definitivamente gara e primato con 80,64 m. Il record mondiale, peraltro, sarebbe stato ulteriormente migliorato otto giorni dopo dall'altro sovietico Sergej Litvinov. Ai Giochi olimpici svoltisi nello stesso anno a Mosca, Tamm conquistò la medaglia di bronzo in una gara dominata dagli atleti sovietici.
Nel 1984 Tamm stabilì il suo primato personale con 84.40 m, ma non poté ritentare la scalata al podio olimpico a causa del boicottaggio attuato dall'Unione Sovietica nei confronti dei Giochi di Los Angeles. L'anno seguente, vincendo la fortissima concorrenza interna, fu selezionato per rappresentare l'URSS in Coppa Europa e in Coppa del mondo: Tamm si aggiudicò entrambe le gare stabilendo, in ciascuna di esse, il rispettivo record dei campionati.
Dopo un secondo posto ai campionati mondiali del 1987, superato solo dal connazionale Litvinov, Tamm si presentò alle Olimpiadi di Seul dove salì nuovamente sul gradino più basso del podio, mentre Sedych e Litvinov si scambiarono il primo e il secondo posto rispetto a quanto accaduto otto anni prima.
Nel 1992 partecipò nuovamente ai Giochi Olimpici, questa volta in rappresentanza dell'Estonia che aveva ottenuto l'indipendenza l'anno precedente: concluse la gara al quinto posto. Giunto ormai al termine della carriera, nel 1996, all'età di 39 anni, prese parte per la quarta volta ai Giochi, senza riuscire a qualificarsi per la finale.
Terminata l'attività agonistica, è stato eletto per tre volte al Parlamento con il Partito Socialdemocratico. Ha ricoperto più volte la carica di vicepresidente del Comitato Olimpico Estone.

## Palmarès
| Anno | Manifestazione | Sede     | Evento              | Risultato | Prestazione | Note |
| ---- | -------------- | -------- | ------------------- | --------- | ----------- | ---- |
| 1980 | Olimpiadi      | Mosca    | Lancio del martello | Bronzo    | 78,96 m     |      |
| 1981 | Universiadi    | Bucarest | Lancio del martello | Argento   | 76,54 m     |      |
| 1983 | Universiadi    | Edmonton | Lancio del martello | Oro       | 76,82 m     |      |
| 1987 | Mondiali       | Roma     | Lancio del martello | Argento   | 80,84 m     |      |
| 1988 | Olimpiadi      | Seul     | Lancio del martello | Bronzo    | 81,16 m     |      |

## Altre competizioni internazionali
1985
- Coppa Europa di atletica leggera ( Mosca)
- Oro in Coppa Europa ( Mosca), Lancio del martello - 82,90 m
- Oro in Coppa del mondo ( Canberra), Lancio del martello - 82,12 m